# Paul Gilbert (aktor)
Paul Gilbert, pierw. Ed MacMahon (ur. 27 grudnia 1918 w Nowym Jorku, zm. 13 lutego 1976 w Hollywood) – amerykański aktor, konferansjer, muzyk i akrobata.

## Życiorys
Wystąpił w licznych serialach telewizyjnych, filmach oraz programach z gatunku talk-show. Samodzielnie wykonywał w nich piosenki, a w serialu The Duke (pol. Hrabia) tańczył i grał na instrumentach muzycznych.
W 1960 otrzymał gwiazdę w hollywoodzkiej Alei Gwiazd.
W latach 1964 i 1968 wraz z żoną adoptował późniejszych aktorów Melissę i Jonathana Gilbertów. Zięć scenarzysty Harry’ego Crane’a. Aktorka Sara Gilbert, córka z drugiego małżeństwa jego żony, rozpoczynając w 1984 karierę, przyjęła jego nazwisko.
Popełnił samobójstwo w 1976. Przez wiele lat oficjalna wersja mówiła o udarze mózgu. Prawdę ujawniła w 2009 jego córka w swojej autobiografii Prairie Tale: A Memoir. Został pochowany na Forest Lawn Memorial Park w Hollywood.

## Filmografia
- 1970: The Dean Martin Show (talkshow)
- 1967–1973: Laugh-In (kabaret)
- 1965: Kasia Ballou (film fabularny) jako posłaniec
- 1965: Sylvia (film fabularny) jako Lola Diamond
- 1965: Gomer Pyle: USMC (serial, 1964-69) jako Pete (występ gościnny)
- 1964: Perry Mason (serial, 1957-66) jako Harrison Boring (występ gościnny)
- 1964: The Dick Van Dyke Show (serial, 1961-66) jako Cavendish (występ gościnny)
- 1961: Shore Leave (film pilotowy)
- 1956: You Can’t Run Away from It (film fabularny) jako George Shapely
- 1954–1955: The Colgate Comedy Hour (talkshow, 1950-55)
- 1954: The Duke (serial, 1954) jako Duke London (występy regularne)
- 1953–1954: The Saturday Night Revue (talkshow, 1953–1954)